# 23792 Alyssacook
23792 Alyssacook là một tiểu hành tinh vành đai chính với chu kỳ quỹ đạo là 1303.1176547 ngày (3.57 năm).
Nó được phát hiện ngày 17 tháng 8 năm 1998.